# Bruce Eckel
Bruce Eckel (* 8. července 1957) je autorem mnoha knih a článků na téma programování. Také přednáší a pořádá semináře pro programátory. Jeho nejznámějšími knihami jsou Thinking in Java a Thinking in C++, zaměřené na programátory, kteří se chtějí naučit Javu či C++ a mají malé zkušenosti s objektově orientovaným programováním. Většina kritiky je pro tyto knihy příznivá. Bruce Eckel byl zakládajícím členem ANSI/ISO komise pro standardní C++. Eckel také dal k dispozici obě již zmíněné knihy ke stažení zdarma z internetu. Avšak poslední verze Thinking in Java 4. edice na internetu uveřejněna zatím není.